# Chiloloba acuta
Chiloloba acuta är en skalbaggsart som beskrevs av Christian Rudolph Wilhelm Wiedemann 1823. Chiloloba acuta ingår i släktet Chiloloba och familjen Cetoniidae. Inga underarter finns listade i Catalogue of Life.

## Bildgalleri

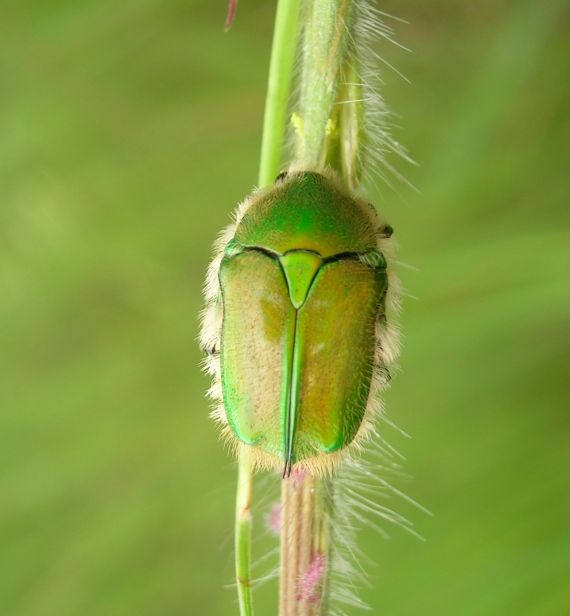
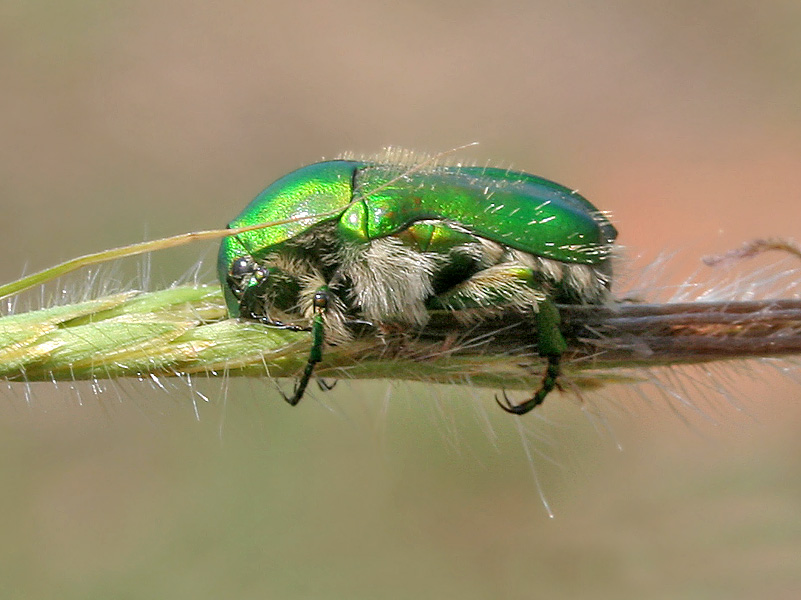
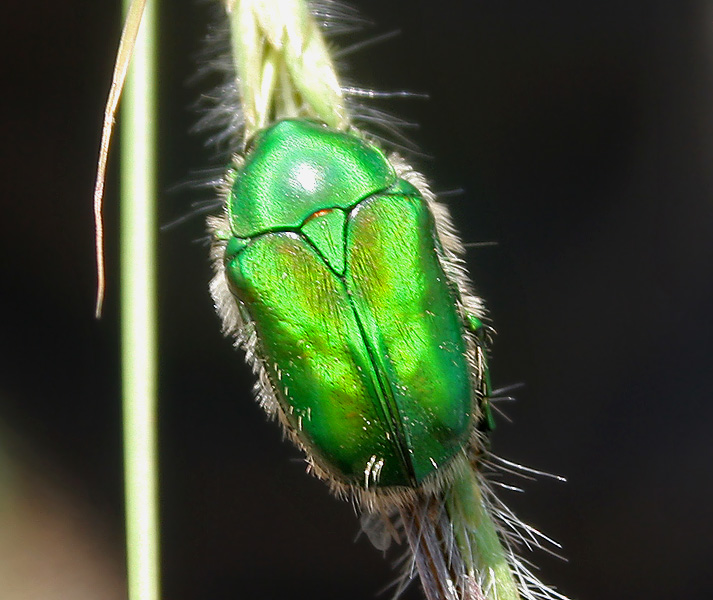
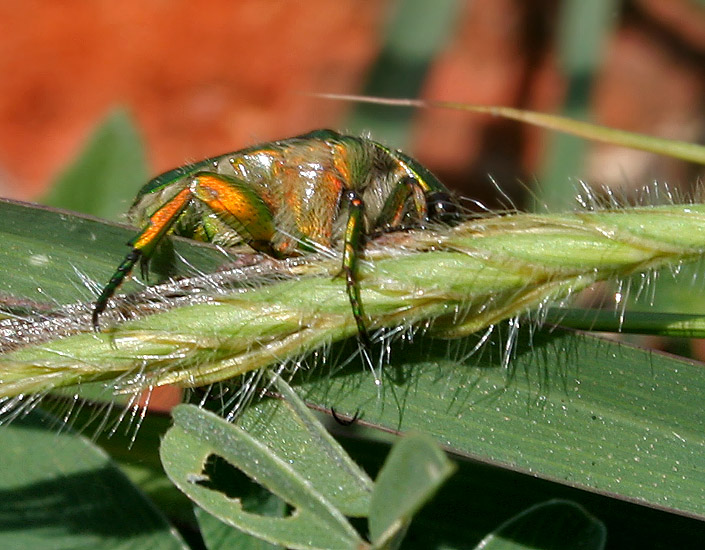